# Borisz Dmitrijevics Parigin
Borisz Dmitrijevics Parigin, oroszul: Бори́с Дми́триевич Пары́гин (1930. június 19., Leningrád – 2012. április 9., Szentpétervár) szovjet és orosz filozófus és pszichológus, a tudományos szociálpszichológia alapítója. Filozófiai doktor, professzor. Szaktekintély a szociálpszichológia filozófiai és szociológiai problémáinak módszertana, elmélete és gyakorlata terén. Elnyerte az orosz Becsületrendet. 

## Szelektív bibliográfia

### Könyvek
- Социальная психология. Истоки и перспективы. – СПб: СПбГУП, 2010. – 533 с. (Orosz)
- Основы социально-психологической теории. – М.: Мысль, 1971. – 352 с. (Orosz)
  - Grundlagen der sozialpsychologischen Theorie. Köln: Pahl-Rugenstein. 1975. – 265 S. ISBN 3-7609-0186-7 (Német)
  - Grundlagen der sozialpsychologischen Theorie. – (1. Aufl.). Berlin: Deutscher Verlag der Wissenschaften, 1975. – 264 S. (Német)
  - Grundlagen der sozialpsychologischen Theorie. Berlin: VEB. 1976. – 266 S. (Német)
  - 社会心理学原論, 海外名著選〈76〉. 明治図書出版. (Tokyo) 1977. – 281 S. (Japán)
  - Grundlagen der sozialpsychologischen Theorie. Köln: Pahl-Rugenstein Verlag. 1982. – 264 S. ISBN 3-7609-0186-7 (Német)

- Общественное настроение / Б. Д. Парыгин. – М.: Мысль, 1966. – 328 с. (Orosz)

- Социальная психология как наука. – Л: ЛГУ, 1965. – 208 с. (Orosz)
  - La psicologia social como ciencia. – Montevideo: Pueblos Unidos. 1967. – 249 S. (Spanyol)
  - Социалната психология като наука. София. 1968. – 240 S. (Bolgár)
  - Sociialni psychologie jako veda. Praha. 1968. – 192 S. (Cseh)
  - A psicologia social como ciência. Rio de Janeiro: Zahar Ed. 1972. – 218 S. (Portugál)

### Cikkek
Borisz Parigin több mint 400 cikket írt.
- Рускова М. Магическа наука? (Kerekasztal: Жозеф М. Нютен, Ласло Гарай, Борис Паригин, Геролд Микула) // Народна Култура. – 1987, 22 (1609), 29 май. – С. 2. (bolgárul)
- Tudományos és technológiai forradalom és szociálpszichológia // Magyar Pszichológiai Szemle. – Budapest, 1978. – № 1.
- Hangulat mint szociológiai kutatás tárgya // Magyar Pszichológiai Szemle. – Budapest, 1965. – № 1-2.
- Találkozó a szociális pszichológia problémáiról // Magyar Pszichológiai Szemle. – Budapest, 1964. – № 4.